# Yeniyürük, Aydıncık
Yeniyürük là một xã thuộc huyện Aydıncık, tỉnh Mersin, Thổ Nhĩ Kỳ. Dân số thời điểm năm 2011 là 179 người.